# Gerry Becker
Gerry Becker, né le 11 avril 1951 à Saint-Louis (Missouri, États-Unis), et mort le 13 avril 2019 à Nyack (État de New York, États-Unis), est un acteur américain.

## Filmographie
- 1984 : Double identité (The Impostor) (TV) : Larry
- 1985 : First Steps (TV) : Man at Hotel
- 1989 : Howard Beach: Making a Case for Murder (TV) : Ed Boyer
- 1990 : Men Don't Leave de Paul Brickman : Uncle Hugh
- 1990 : Maman, j'ai raté l'avion ! (Home Alone) de Chris Columbus : Officer #1
- 1991 : Without Warning: The James Brady Story (TV) : Detective
- 1991 : Le Mari de ma femme (en) (Hard Promises) de Martin Davidson : Minister
- 1992 : Legacy of Lies (TV) : Samuel Adler
- 1992 : In the Shadow of a Killer (TV) : juge O'Neill
- 1992 : L'Œil public (The Public Eye) de Howard Franklin : inspecteur Conklin
- 1992 : Hoffa : Business Negotiator
- 1993 : Rudy : père Ted
- 1995 : Un ménage explosif (Roommates) : Dr Minceberg
- 1995 : Une journée en enfer (Die Hard: With a Vengeance) : Larry Griffith
- 1995 : Stonewall : Mattachine Speaker
- 1996 : L'Effaceur (Eraser) : Morehart
- 1996 : Mesure d'urgence (Extreme Measures) : Dr Gene Spitelli
- 1996 : Sleepers : Forensics Expert
- 1997 : Astéroïde (Asteroid) (TV)
- 1997 : Donnie Brasco : Dean Blandford
- 1997 : The Game : New Member Ted
- 1998 : Happiness : Psychiatrist
- 1998 : Meurtre parfait (A Perfect Murder) : Roger Brill
- 1998 : Celebrity : Jay Tepper - Glenwood High Alumnus
- 1999 : CSS Hunley, le premier sous-marin (The Hunley) (TV) : Capt. Pickering
- 1999 : Mystery Men : Banyon
- 1999 : Mickey les yeux bleus (Mickey Blue Eyes) : FBI Agent Bob Connell
- 1999 : Game Day : Fred Wilson
- 1999 : Mystery, Alaska : Players Union Lawyer
- 1999 : Man on the Moon : Stanley Kaufman
- 2000 : The Cell : Dr Barry Cooperman
- 2001 : When Billie Beat Bobby (en) (TV) : Ted Tinling
- 2002 : Spider-Man : Maximilian Fargas
- 2002 : Charmed (saison 5 épisode 5) : Ramus le fondateur
- 2002 : Sur le chemin de la guerre (Path to War) de John Frankenheimer (Téléfilm) : Walt Rostow
- 2002 : Créance de sang (Blood Work) : Mr. Toliver
- 2002 : Mauvais Piège (Trapped) : Dr Stein
- 2002 : Hostage : Doctor
- 2003 : Marci X : Dr Skellar
- 2003 : NCIS : Enquêtes spéciales, épisode 1.1 : Air Force One